# Adélard Riverin
Pour les articles homonymes, voir Riverin.
Adélard Riverin (16 mars 1868 – 16 novembre 1932) est un médecin et homme politique canadien français. Il fut conseiller municipal à Chicoutimi de 1902 à 1907 et maire de cette municipalité de 1908 à 1912.

## Biographie
Adélard Riverin est né le 16 mars 1868 à Chicoutimi. Il est le fils d’Émérentienne Lapointe et de Thomas Riverin, agriculteur et capitaine du remorqueur à vapeur le Thor de la Maison Price Brothers. Il fait ses études au Séminaire de Chicoutimi, entreprend son cours de médecine au Séminaire de Québec pour le compléter à Montréal en 1893. Il épouse l’année suivante Léda Tessier fille de David Tessier marchand et maire de Chicoutimi de 1889 à 1895.
Premier médecin originaire de Chicoutimi, le « bon docteur Riverin », surnom que lui donnent les résidents de Chicoutimi, pratique la médecine à l’Hôtel-Dieu St-Vallier de 1893 à 1932, au Couvent des sœurs du Bon-Pasteur, à la prison de Chicoutimi et au Séminaire de Chicoutimi. Spécialiste en chirurgie mineure, il est intervenu pour la naissance de plus de 7 200 personnes au Saguenay–Lac-Saint-Jean.
Intéressé aux affaires publiques, il exerce les fonctions de shérif, greffier, commissaire et président de la Commission scolaire de Chicoutimi pour ensuite être élu échevin de 1902 à 1907, pro-maire et maire de Chicoutimi de 1908 à 1912. Il est notamment administrateur à la Pulperie de Chicoutimi, président du Conseil local de l’Union St-Joseph et chantre et recteur à la Cathédrale de Chicoutimi.
Le docteur Adélard Riverin est décédé subitement le 16 novembre 1932 à l’âge de 64 ans d'une pneumonie non traitée à temps.

## Sources
- Gabriel Berberi, Hommages à nos Bâtisseurs, 350 ans d’histoire au Saguenay-Lac-St-Jean, Jonquière, les Éditions OM, 1997, 694 p.

- Russel Bouchard, La vie quotidienne à Chicoutimi au temps des fondateurs. Extraits des mémoires de la famille Petit 1892-1894, Chicoutimi-Nord, 593 p.

- Centre de Santé et de Services Sociaux de Chicoutimi (CSSSC), « Capsules historiques numéro 22, Le docteur Adélard Riverin », sur csss-chicoutimi.qc.ca, 2002 (consulté le 14 juillet 2010)

- Félix-Antoine Savard, Une évocation historique, Le docteur Adélard Riverin, dans Saguenayensia, Chicoutimi-Nord, mai-juin 1967, p. 63-64.

- Le journal « Le progrès du Saguenay » du 27 juillet 1933